# Medranoa parrasana
Medranoa es un género monotípico de plantas herbáceas, perteneciente a la familia Asteraceae. Su única especie Medranoa parrasana, es originaria de México.

## Taxonomía
Medranoa parrasana fue descrita por (S.F.Blake) Urbatsch & R.P.Roberts y publicado en Sida 21(1): 255. 2004.